# Championnat du Kirghizistan de football 2012
Navigation
Saison précédente Saison suivante
La saison 2012 du Championnat du Kirghizistan de football est la vingt-et-unième édition de la première division au Kirghizistan. Les huit clubs engagés sont regroupés au sein d'une poule unique où ils s'affrontent à quatre reprises, deux à domicile et deux à l'extérieur. 
C'est le Dordoi Bichkek, tenant du titre, qui remporte à nouveau la compétition cette saison après avoir terminé en tête du classement final, avec seize points d'avance sur l'Alga Bichkek. C'est le huitième titre de champion du Kirghizistan de l'histoire du club en neuf saisons. Le Dordoi réalise même le doublé en battant facilement l'Alga en finale de la Coupe du Kirghizistan.
Le vainqueur du championnat se qualifie pour la Coupe du président de l'AFC, la compétition mise en place par l'AFC pour les nations dites émergentes, dont fait partie le Kirghizistan.

## Les clubs participants
- Dordoi Bichkek
- Abdish-Ata Kant
- Alay Och
- FC Dinamo MVD Bichkek - Promu de D2
- Alga Bichkek
- FC Ala-Too - Promu de D2
- FC-95 Bichkek - Promu de D2
- FC Khimik Kara-Balta - Promu de D2

## Compétition
Le barème de points servant à établir le classement se décompose ainsi :
- Victoire : 3 points
- Match nul : 1 point
- Défaite : 0 point

### Classement
| Rang | Équipe                 | Pts | J  | G  | N | P  | Bp | Bc | Diff |
| ---- | ---------------------- | --- | -- | -- | - | -- | -- | -- | ---- |
| 1    | Dordoi Bichkek'T'C     | 74  | 28 | 24 | 2 | 2  | 89 | 17 | +72  |
| 2    | Alga Bichkek           | 58  | 28 | 18 | 4 | 6  | 61 | 26 | +35  |
| 3    | FC Alay Och            | 49  | 28 | 14 | 7 | 7  | 45 | 27 | +18  |
| 4    | FC Dinamo MVD BichkekP | 48  | 20 | 14 | 6 | 8  | 51 | 35 | +16  |
| 5    | Abdish-Ata Kant        | 47  | 28 | 13 | 8 | 7  | 51 | 21 | +30  |
| 6    | FC Ala-TooP            | 30  | 28 | 9  | 3 | 16 | 39 | 50 | -11  |
| 7    | FC Khimik Kara-BaltaP  | 7   | 28 | 2  | 1 | 25 | 14 | 94 | -80  |
| 8    | FC-95 BichkekP         | 7   | 28 | 2  | 1 | 25 | 13 | 93 | -80  |

|  | Qualification pour la Coupe du président de l'AFC 2013                        |
|  | Forfait en cours de saison                                                    |
|  | T : Tenant du titre C : Vainqueur de la Coupe du Kirghizistan P : Promu de D2 |

- Le FC Khimik Kara-Balta abandonne la compétition après la 11e journée. Tous les matchs restants à disputer sont perdus sur le score de 0-3.

## Bilan de la saison
| Championnat du Kirghizistan de football 2012 |                           |
| Champion                                     | Dordoi Bichkek (8e titre) |
| Coupes et trophées                           |                           |
| Vainqueur de la Coupe du Kirghizistan 2012   | Dordoi Bichkek            |
| Qualifications continentales                 |                           |
| Coupe du président de l'AFC 2013             | Dordoi Bichkek            |
| Promotions et relégations                    |                           |
| Promus en Vysshaya Liga                      | Manas Talas               |
| Promus en Vysshaya Liga                      | FC Neftchi Kotchkor-Ata   |
| Relégués en Deuxième division                | FC Khimik Kara-Balta      |